# Melanagromyza libratifera
Melanagromyza libratifera este o specie de muște din genul Melanagromyza, familia Agromyzidae, descrisă de Mitsuhiro Sasakawa în anul 1996. Conform Catalogue of Life specia Melanagromyza libratifera nu are subspecii cunoscute.